# Otto Lindegaard
Otto Lindegaard (17. maj 1792 – 2. december 1875) var en dansk godsejer og etatsråd, far til Peter Lindegaard.
Han var søn af etatsråd Salomon Lindegaard og Johanne Marie født Colding. 1838 overtog han Lykkesholm og Eskelund i Gislev, men solgte sidstnævnte i 1839. Den blev senere generhvervet af hans søn.
Han blev gift 29. april 1831 med Frederikke Christiane Ramshart (17. august 1792 - 20. november 1866).